# Александрув (Шидловецький повіт)
Александрув (пол. Aleksandrów) — село в Польщі, у гміні Хлевіська Шидловецького повіту Мазовецького воєводства.
Населення — 169 осіб (2011).
У 1975-1998 роках село належало до Радомського воєводства.

## Демографія
Демографічна структура станом на 31 березня 2011 року:
|          | Загалом | Допрацездатний вік | Працездатний вік | Постпрацездатний вік |
| -------- | ------- | ------------------ | ---------------- | -------------------- |
| Чоловіки | 79      | 22                 | 50               | 7                    |
| Жінки    | 90      | 19                 | 45               | 26                   |
| Разом    | 169     | 41                 | 95               | 33                   |